# Bauhinia glauca
Bauhinia glauca är en ärtväxtart som först beskrevs av George Bentham, och fick sitt nu gällande namn av George Bentham. Bauhinia glauca ingår i släktet Bauhinia och familjen ärtväxter.

## Underarter
Arten delas in i följande underarter:
- B. g. caterviflora
- B. g. glauca
- B. g. hupehana
- B. g. pernervosa
- B. g. tenuiflora